# Новополтавка (Донецкая область)
Новополтавка (укр. Новополтавка) — село в Александровской поселковой общине Краматорского района Донецкой области Украины.

## Общие сведения
Население по переписи 2001 года составляло 426 человек. Почтовый индекс — 84064. Телефонный код — 6269.